# Selma Ergeç
Selma Ergeç (Hamm, Nyugat-Németország, 1978. november 1.) török–német színésznő, modell, pszichológus.

## Élete
Egy németországi városban, Hamm-ban született 1978. november 1-jén. A Münsteri Egyetemen tanult 3 évig, majd a FernUniversität Hagen- en pszichológiát tanult. 2000-ben kezdett el modellkedni. Híressé a Szulejmán című sorozatban nyújtott alakításával vált, amelyben 2011 és 2013 között játszotta Hatidzse szultánát. Folyékonyan beszél németül, franciául, törökül, angolul, és korlátozott nyelvvizsgát tett olaszból is.

## Filmográfia

### Film
- The Net 2.0: Hotel recepciós (2006)
- Beş Vakit: A tanár (2006)
- Sis ve Gece: Mine (2007)
- Ses: Derya (2010)
- Senin Hikayen: Esra (2013)
- Kırımlı: Korkunç Yillar: Maria Koseckhi (2014)
- The Ghosts of Garip: Nina (2015)
- Intoxicated by Love: Kerra Hatun (2024)

### Televízió
- Yarım Elma: Ayça (2005)
- Körfez ateşi: (2005)
- Şöhret: Natalie (2005)
- Asi: Defne Kozcuoğlu (2007–2009)
- Kalp Ağrısı: Azize (2010)
- Szulejmán: Hatidzse szultána (2011–2013) (Magyar hangja: Solecki Janka)
- Gönül İşleri: Saadet (2014–2015)
- Vatanım Sensin (Sebzett szív): Halide Edib Adıvar (2016) (Magyar hangja: Solecki Janka)
- Aranykalitka: Selen Koroğlu (2021–2023) (Magyar hangja: Erdős Borcsa)[1]
- İnci Taneleri: Piraye (2024)

### Digitális (internet)
- The Turkish Detective: Selma Payidar (2023–2024)
- Immortals: Karmen (2018)
- The Gift: Umut (2021)

### Reklám
- Yapı Kredi Bankası (2001)
- Yataş (2002)
- Arko (2002)
- Beko (2004)
- Gillette (2005)
- Avea (2005)
- Magnum (2012)
- Elidor (2012)
- İşbank (2013)
- QNB Finansbank (2015–2021)
- Gliss (2019)

### Zenei videó
- Gidecek Yerim Mi Var - Emre Altuğ